# Kilodegree Extremely Little Telescope
O Kilodegree Extremely Little Telescope (ou KELT) é um sistema de observação astronômico formado por dois telescópios robóticos que estão realizando uma busca por exoplanetas trânsito em torno de estrelas brilhantes. O projeto é administrado conjuntamente por membros do Departamento de Astronomia da Universidade Estadual de Ohio, do Departamento de Física e Astronomia (Grupo de Astronomia) da Universidade Vanderbilt, do Departamento da Física da Universidade Lehigh e do Observatório Astronômico Sul-Africano (SAAO).